# René Boudon
René-Jean-Prosper-Bruno Boudon, né le 21 janvier 1910 à Montbrun (Lozère) et mort le 26 mai 1994 à Mende (Lozère), est un ecclésiastique français, évêque de Mende de 1957 à 1983 puis évêque émérite de 1983 à 1994.

## Biographie

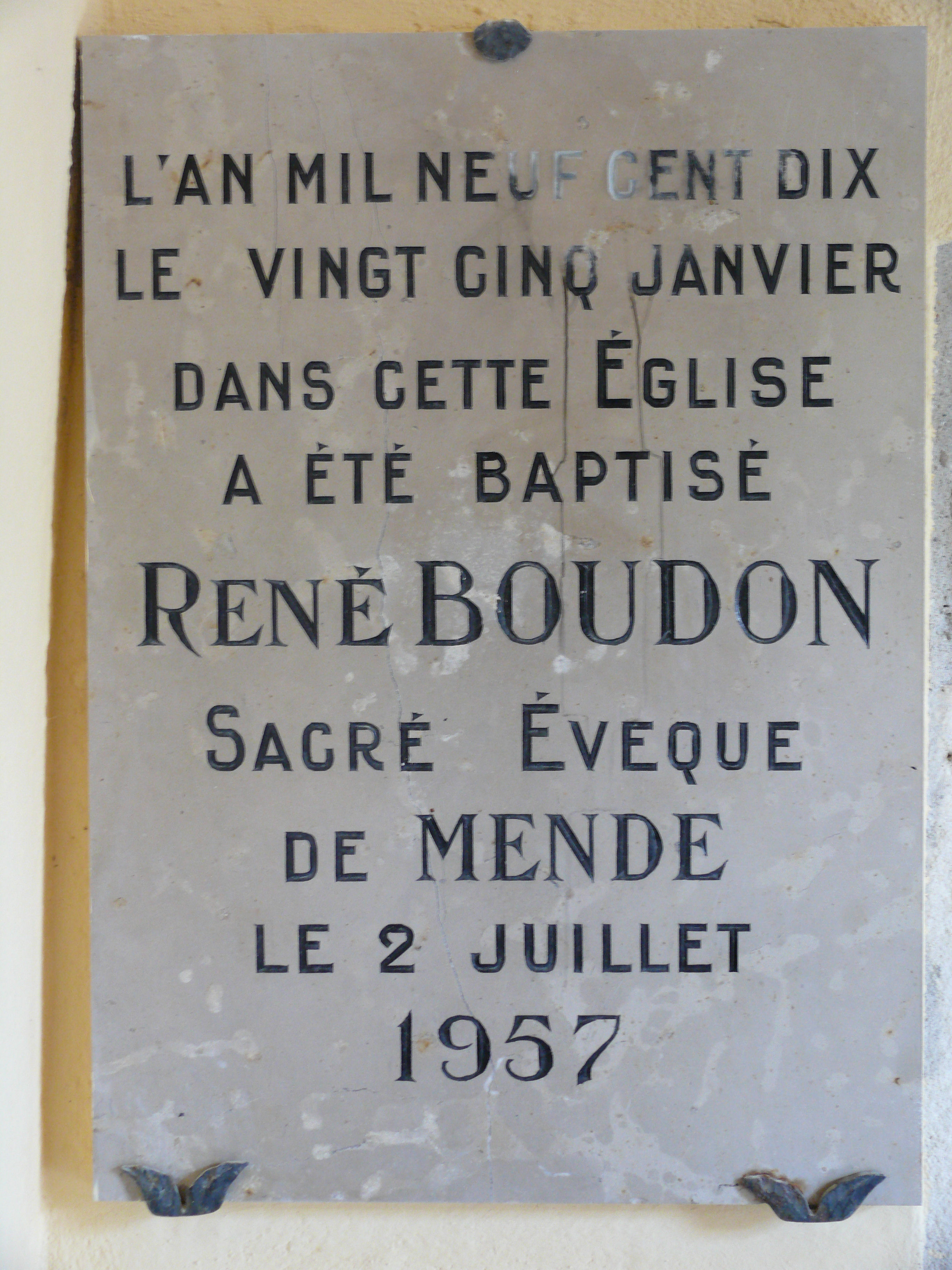
Plaque commémorative de son baptême à Montbrun

René Boudon naît dans les gorges du Tarn en 1910. Il est ordonné prêtre dans le diocèse de Nancy-Toul à l'âge de 22 ans. Il est consacré évêque de Mende en 1957 succédant à Émile Pirolley en partance pour Nancy.
Il reste évêque de Mende pendant plus de 35 ans, avant de résigner en 1983, remplacé par Roger Meindre qui a lui-même consacré. Il demeure évêque émérite du diocèse de Mende jusqu'à son décès 26 mai 1994. Il est inhumé dans le caveau des évêques au sein de la basilique-cathédrale Notre-Dame-et-Saint-Privat de Mende.